# Hooker-Oxidation
Die Hooker-Oxidation ist eine Namensreaktion der organischen Chemie. Sie wurde nach dem englischen Chemiker Samuel Cox Hooker (1864–1935) benannt. Mit Hilfe dieser Reaktion ist es möglich, innerhalb eines 2-Hydroxy-3-alkyl- (oder alkenyl)-1,4-benzochinons die Hydroxy- und Alkyl- (Alkenyl)-gruppe zu vertauschen, wobei letztere nach der Reaktion eine Methylengruppe weniger enthält.

## Übersichtsreaktion
Die Reaktion kann anstelle von Kaliumpermanganat als Oxidationsmittel auch mit einer Kombination von Wasserstoffperoxid und Natriumcarbonat durchgeführt werden.

R = H, Alkyl- oder Alkenylrest

## Mechanismus
Der R1-Rest verdeutlicht im folgenden Mechanismus die Ausrichtung des Moleküls und zeigt, dass die Hydroxygruppe und die Alkyl- (Alkenyl)-gruppe tatsächlich die Positionen tauschen.

Mechanismus der Hooker Oxidation; R^{1} = H, Halogenid, Alkylrest; R^{2} = H, Alkyl- oder Alkenylrest

Zunächst wird die Hydroxygruppe in Molekül 1 deprotoniert und an das entstandene Anion 2 nähert sich ein Permanganation (3) an. Die Moleküle 4, 5 und 6 zeigen wie das Permanganation die Kohlenstoffatome, an denen sich zu Beginn R2 und die Hydroxygruppe befunden haben, oxidiert und sich selbst zum Mangan(IV)-oxid reduziert. Nun kann ein Hydroxidion ein  Protonen in 7 abzuspalten, das in α-Position zum R2-Rest und einer Carbonylgruppe steht.  Es folgt ein intramolekularer nucleophiler Angriff des Carbanions 7 auf das Carbonylkohlenstoffatom und damit die Schließung eines Sechsrings 8. Unter Abspaltung eines Formiatanions entsteht das Molekül 9. Nach der Verschiebung der Elektronen 10 und anschließender saurer (H+) Aufarbeitung mit entsteht das Produkt 11, indem die Hydroxygruppe und der nun um eine Methylengruppe gekürzte Alkyl- bzw. Alkenylrest die Positionen getauscht haben.